# كوتيخا
كوتيخا هو جبن صلب يصنع من حليب البقر ومنشأه المكسيك. سمي بهذا الاسم نسبةً إلى بلدة كوتيخا (ميتشواكان)..

## التنوعات
ثمة نوعان أساسيان من الكوتيخا: إل كيسو كوتيخا دي مونتانا أو «جبنة الحبوب» وهي جبنة جافة وصلبة طعمها خفيف باستثناء طعم الملوحة (عادةً ما تكون الجبنة أملح من الجبنة النموذجية، وهذا لأغراض الحفظ).  وجبنة «تاخو» وهي رطبة ودسمة وأقل ملوحةً طعمها شبيه بطعم جبنة الفيتا اليونانية.
جبنة إل كيسو كوتيخا دي مونتانا هي جبنة موسمية وإنتاجها محدود. ويتم إنتاج جبنة كوتيخا خلال الأشهر من تموز (يوليو) حتى تشرين الأول (أكتوبر) وذلك لأن الأبقار خلال هذه الفترة تتغذى على الأعشاب الغنية التي تنمو طبيعياً في الجبال خلال الموسم المطري، وهذا يمنح الجبن اللون والطعم الفريدين. توضف جبنة كوتيخا بأنها جبنة حِرَفية، أي تصنع يدوياً. تُنتج هذه الجنبة على شكل قوالب أسططوانية وزن كل منها 28 كيلو غرام بقشرة كريمية اللون. وتوصف أيضاً بأنها «كيسو دي مونتانا» (أي جبنة الجبال) لأن منتجو هذه الأجبان يعيشون في الجبال على ارتفاع حوالي 1700 متر (5500 قدم).
تشتمل طريقة الإنتاج على طحن خثارة الجبنة إلى قطع صغيرة قبل أن يتم ضغطها وتعتيقها. عند طبخها، تطرى قليلاً، لكنها لا تغيّر شكلها ولا اتّساقها. أما عند تناولها تتفتت إلى حبيبات صغيرة (كالحبوب).
يمكن شراء جبنة الكوتيخا على هيئة قطعٍ صغيرة مستديرة أو كتلٍ كبيرة، وغالباً ما تستخدم مفتّتة أو مبشورة مع الأطباق كالبوريتو والحساء والسلطات والفاصولياء والتوستادا وتاكو. وهي كالبارميجان تباع مبشورةً أيضاً.

## وصلات خارجية
- Queso Cotija the best Cheese of the World (Spanish)
- Queso Cotija article through Google translator